# Riley Moore
Riley McGowan Moore, né le 1er juillet 1980 à Morgantown, est un homme politique américain. Membre du Parti républicain, il est élu de Virginie-Occidentale à la Chambre des représentants des États-Unis depuis 2025.

## Biographie
Le 5 novembre 2024, il est élu représentant des États-Unis pour le 2e district de Virginie-Occidentale en obtenant 70,8 % des voix face au démocrate Steven Wendelin.